# Enceinte des Arcis
Vous lisez un « bon article » labellisé en 2021.  Il fait partie d'un « bon thème ».
L'enceinte des Arcis est une enceinte urbaine de la commune française de Tours dans le département d'Indre-et-Loire.
Elle est construite contre le flanc ouest de l'enceinte gallo-romaine de la ville pour en agrandir le périmètre remparé. Son édification remonte sans doute au XIe ou XIIe siècle après la construction du pont sur la Loire qui aboutit dans son angle nord-est mais les sources à son sujet sont rares. Elle a une vocation défensive certaine mais joue également un rôle politique dans la guerre d'influence que se livrent la vieille ville de Tours face au bourg de Châteauneuf en plein développement un kilomètre plus à l'ouest car elle se veut le témoignage de la prospérité d'une ville qui s'agrandit et dont l'autorité et le prestige pèsent sur sa rivale.
Son tracé est presque totalement perdu à l'époque contemporaine car elle est remplacée au XIVe siècle par un nouveau rempart protégeant une zone beaucoup plus vaste englobant notamment les deux noyaux urbains ; et le quartier est bombardé en juin 1944 et il n'en reste presque aucun vestige attesté.

## Historique
Le terme « Arcis », formé sur le verbe latin ardere indique généralement un lieu défriché par brûlis. Dans le cas présent, cette étymologie n'est pas certaine et le mot peut aussi symboliser la « reconquête urbaine » d'un territoire habité à l'époque gallo-romaine mais délaissé au Bas Moyen Âge.
Le bourg des Arcis, à l'ouest de l'enceinte gallo-romaine (cité de Tours) naît peut-être au contact de voies anciennes parallèles à la Loire (actuelles rues de la Scellerie et Colbert) dont la fréquentation est accrue par la construction, à partir des années 1030, du pont d'Eudes sur la Loire qui aboutit à l'angle nord-est du bourg. S'y installent des artisans et des marchands. Il commence très probablement à se développer avant d'être fortifié. Il apparaît au XIIe siècle comme un secteur au parcellaire très morcelé, où la part de la voirie et des parcelles non construites (certaines encore humides ou marécageuses) est grande.

OpenStreetMap L'enceinte médiévale de Tours.

L'enceinte, pour sa part, date probablement du XIe ou XIIe siècle selon les auteurs mais aucune datation plus précise ne peut être proposée,. Certains historiens évoquent le XIe siècle, d'autres l'époque du règne d'Henri II Plantagenêt,.
Lors de la construction de l'enceinte médiévale au XIVe siècle, la face occidentale de l'enceinte des Arcis, sans utilité puisque la nouvelle enceinte s'appuie sur ses angles nord-ouest et sud-ouest, est délaissée ou sert de base à des constructions, ; en outre, mal entretenue car son statut et ses propriétaires sont mal définis, elle est déjà en mauvais état. C'est le cas notamment de son angle nord-ouest. Les flancs nord et sud, plus ou moins réparés ou rebâtis, sont intégrés à la nouvelle enceinte.

## Fonction

OpenStreetMap Tours vers l'an 900.

La muraille des Arcis vise à protéger le secteur situé à l'ouest de l'enceinte gallo-romaine qui comprend aussi l'hôtel-Dieu ainsi que l'église Saint-Maurice dont la façade, établie à cheval sur cette muraille antique, est vulnérable. En outre, elle sécurise l'accès au pont, aucun autre point de franchissement permanent de la Loire n'existant à plusieurs kilomètres en amont ou en aval.
Si l'édification de l'enceinte des Arcis répond donc à une nécessité militaire, elle peut également avoir une portée politique et religieuse. Tours est alors un espace urbanisé avec deux entités bien distinctes, dont un noyau en plein essor autour de la basilique Saint-Martin à l'ouest, protégé dans le premier quart du Xe siècle par l'enceinte de Châteauneuf mais qu'il a largement débordée. Il importe aux édiles de la cité (comtes de Touraine, chapitre métropolitain et archevêque) de montrer que leur cité grandit elle aussi et qu'elle est elle également protégée. En s'appropriant ces quartiers nouvellement urbanisés, la cité espère affirmer de manière ostentatoire, sa suprématie et son prestige face à Châteauneuf placé sous la protection du roi de France.

## Localisation et vestiges

### Tracé incertain pour une construction en deux temps

OpenStreetMap L'enceinte des Arcis.

La localisation précise de l'enceinte n'est pas connue sur la totalité de son tracé, car les textes font défaut et les vestiges attestés ont presque tous disparu. Il est généralement admis que l'enceinte, se raccordant à la tour d'angle nord-ouest de l'enceinte gallo-romaine, suit la Loire vers l'ouest en longeant la rue de l'Hôpiteau, descend vers le sud le long de la rue des Amandiers — cette dernière constitue une partie du tour de ville de l'enceinte, dont l'existence est attestée dans des actes du XVe siècle — puis dans l’îlot compris entre les rues de la Barre et du Cygne avant de rejoindre la tour sud-ouest de l'enceinte antique en longeant la rue de la Scellerie par le sud, ce qui lui confère une superficie d'un peu moins de 4 ha. Quatre portes sont sans doute percées dans l'enceinte, deux au nord dont l'une au débouché du pont, une à l'ouest et une au sud (porte Saint-Étienne), mais leur nombre précis et leur emplacement exact ont pu varier au fil du temps. La courtine est flanquée de plusieurs tours dont l'une, rue du Cygne, sert de prison au XVIIe siècle,. Le flanc occidental est doublé par un fossé relié d'un côté à la Loire et de l'autre aux boires du sud de la ville, servant autant à assainir les terrains avoisinants qu'à protéger la muraille. La rue du Cygne semble longer extérieurement ce fossé et son tracé sinueux s'explique par la nécessité de contourner, au sud, l'avancée de l'enceinte.

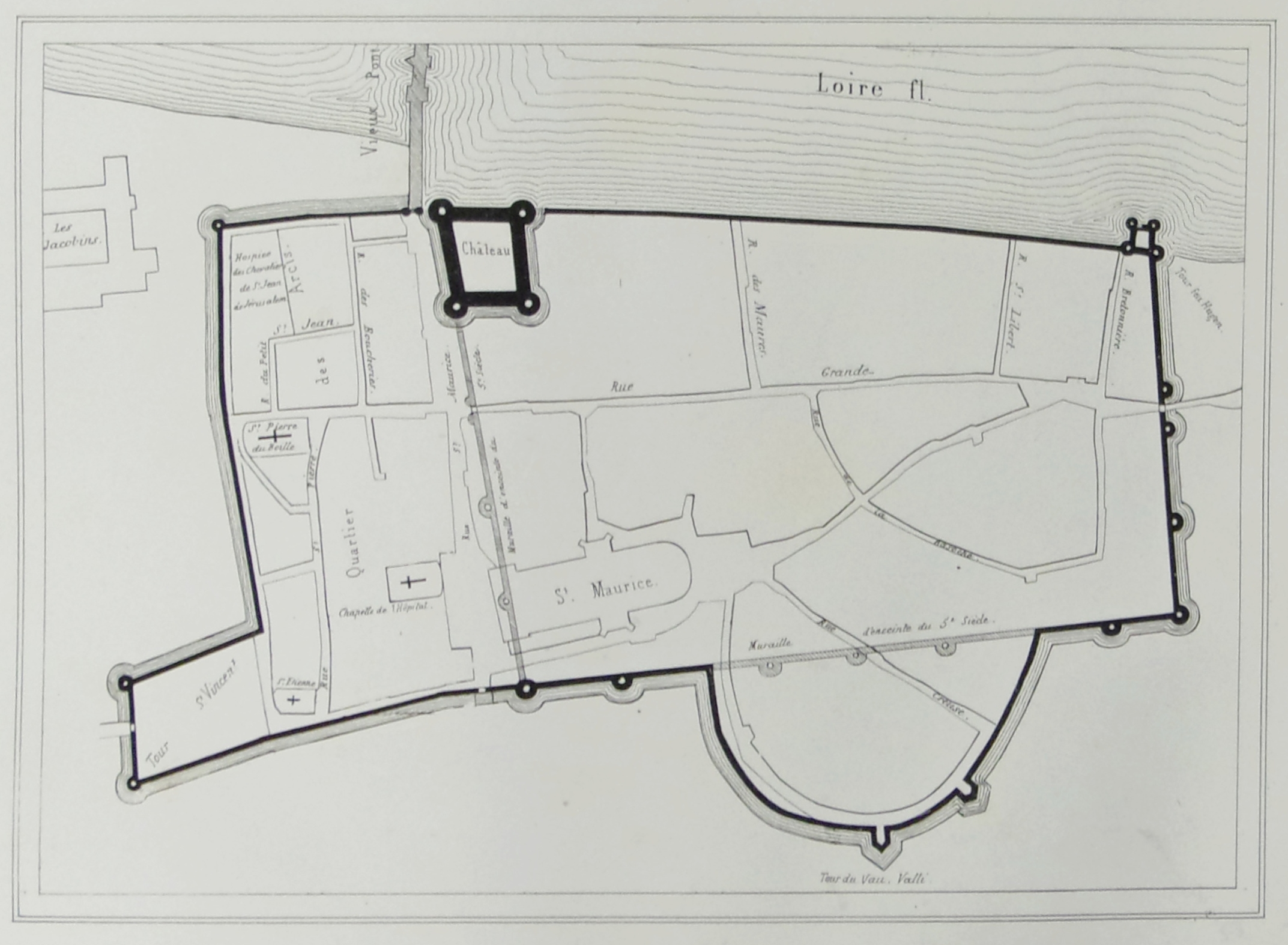
Tours au XIIe siècle (Champoiseau, 1841).

La structure même de l'enceinte (noyau et parement), les constituants de la courtine (pierre de maçonnerie et mortier ou terre de liaison), sa hauteur, la présence d'un crénelage ou d'un chemin de ronde — même si ces éléments semblent probables —, le nombre et l'emplacement des tours, restent inconnus, aucun vestige ou élément bibliographique ne permettant de formuler des hypothèses.
L'angle sud-ouest de l'enceinte des Arcis semble former une avancée, construite dans un second temps, repérable sur le cadastre napoléonien par une orientation différente de certaines parcelles et déjà représentée en 1841 sur un plan réalisé par Noël Champoiseau. La faible épaisseur de ses murs indique sans doute une fonction autre que défensive mais qui ne peut être précisée. Les terrains considérés devaient avoir en tout cas un statut particulier pour être ainsi inclus, même symboliquement, dans le périmètre défendu. L'avancée paraît en outre avoir été plaquée contre la courtine originelle de l'enceinte car elle recoupe son fossé. Ce dernier est cependant maintenu en service ; il passe sous la muraille de l'avancée qu'il franchit au travers d'un système de grilles ou de herses : le mur nord de cette avancée est désigné dans certains actes sous le nom de « mur du Râteau ».

### Peu ou pas de vestiges en élévation
En juin 1944 des bombardements alliés détruisent une vaste zone au nord de la rue Colbert, où se trouvaient les vestiges du couvent des Dominicains et peut-être des restes de l'enceinte des Arcis. Au même emplacement, la construction d'un groupe scolaire en 1957 contribue à effacer toute trace de l'enceinte.
Au sud de la rue Colbert, quelques vestiges de l'avancée sud-ouest de l'enceinte peuvent avoir subsisté çà et là, dans des clôtures de propriétés privées entre les rues du Cygne et de la Barre ou dans des cours intérieures de la rue de la Scellerie. Par contre, un mur épais qui sépare deux propriétés à l'est de la rue du Cygne, d'abord attribué à l'enceinte des Arcis, est plus probablement un élément de l'enceinte du XIVe siècle. Le reste de la muraille a totalement disparu du paysage urbain, détruit ou absorbé par des constructions plus récentes dès le XVIIIe siècle,.
Le fossé occidental est comblé, mais des anomalies dans certains bâtiments occupant son emplacement (différence de niveau dans les baies, lézardes) ainsi qu'un arbre dont le tronc s'est enfoncé dans le sol témoignent des tassements successifs du remblai.